# Tekken 8
Tekken 8 (鉄拳8) és un videojoc de lluita actualment en desenvolupament per Bandai Namco Games i utilitzant el motor gràfic Unreal Engine. És la vuitena entrega principal de la franquícia del mateix nom. El videojoc va ser anunciat per primera vegada el 13 de setembre de 2022, a través de la conferència de Sony Interactive Entertainment, juntament amb un vídeo cinematogràfic, on es mostra als personatges principals, Kazuya Mishima i Jin Kazama combatent. La seva data de llançament i els detalls encara no estan definits i serà exclusiu per a les consoles de PlayStation 5, Xbox Series X i Series S i per a Microsoft Windows.

## Personatges

### Antics
- Kazuya Mishima
- Jin Kazama
- Jun Kazama
- Paul Phoenix
- Marshall Law
- King
- Lars Alexandersson

### Nous
- Jack-8